# Sugar (Natalia Gordienko)
Sugar è un singolo della cantante moldava Natalia Gordienko, pubblicato il 4 marzo 2021 su etichetta discografica K2ID Productions Limited.
Il brano è stato selezionato per rappresentare la Moldavia all'Eurovision Song Contest 2021.

## Descrizione
Con la sua vittoria a O melodie pentru Europa 2020, Natalia Gordienko era stata inizialmente selezionata per rappresentare il suo paese all'Eurovision Song Contest 2020 con la canzone Prison, prima della cancellazione dell'evento. A gennaio 2021 l'emittente radiotelevisiva TVM l'ha riselezionata internamente per l'edizione eurovisiva successiva. Sugar è stato confermato come brano moldavo per l'Eurovision Song Contest 2021 il mese successivo, e il 1º marzo la cantante ha postato un'anteprima della canzone sui suoi social. Il brano è stato svelato tre giorni dopo a un evento dal vivo realizzato al Crave Theater di Mosca, poche ore prima della sua pubblicazione sulle piattaforme digitali. Il 9 aprile 2021 la cantante ha pubblicato la versione in lingua russa del brano, inititolata Tuz bubi.
Nel maggio 2021, dopo essersi qualificata dalla seconda semifinale, Natalia Gordienko si è esibita nella finale eurovisiva a Rotterdam, dove si è piazzata al 13º posto su 26 partecipanti con 115 punti totalizzati.

## Tracce
Testi di Dīmītrīs Kontopoulos e Filipp Kirkorov, musiche di Michajl Guceriev e Sharon Vaughn.
1. Sugar – 2:59

Tuz bubi
1. Tuz bubi – 3:00

## Classifiche
| Classifica (2021) | Posizione massima |
| ----------------- | ----------------- |
| Lituania          | 49                |
| Russia            | 81                |